# Raško Katić
Raško Katić (em sérvio:  Рашко Катић, (Kragujevac, 8 de Dezembro de 1980) é um basquetebolista profissional sérvio que atualmente joga pelo Spirou Charleroi na Liga Belga. Ele também defende a Seleção Sérvia em competições internacionais.

## Carreira Profissional
Rasko Katić iniciou a prática do basquetebol pelo Zastava em Kragujevac, onde jogou até a metade da temporada de 2003-2004. Em Janeiro de 2004 foi negociado com o Estrela Vermelha de Belgrado onde jogou por uma temporada.
Em Janeiro de 2005 assinou com o İTÜ İstanbul jogando apenas 6 jogos pelo clube turco antes de ser liberado e retornar a Sérvia para jogar duas partidas com o KK Ergonom
Vestindo a camisa do Walter Tigers Tübingen da Alemanha, mostrou muita garra nas 4 temporadas (2005-2009) que jogou por lá sendo ídolo da torcida local.
Em 2010 jogou uma temporada pelo Hemofarm. ao término da temporada assinou com o Partizan Belgrado. Ficou duas temporadas no alvi-negro sérvio e lá jogou suas primeiras partidas em sua carreira na Euroliga.
Em Agosto de 2012, retornou ao Estrela Vermelha de Belgrado assinando contrato de dois anos.
Em 29 de Setembro de 2014, Katić assinou contrato de um ano com o clube espanhol CAI Zaragoza.

## Seleção da Sérvia

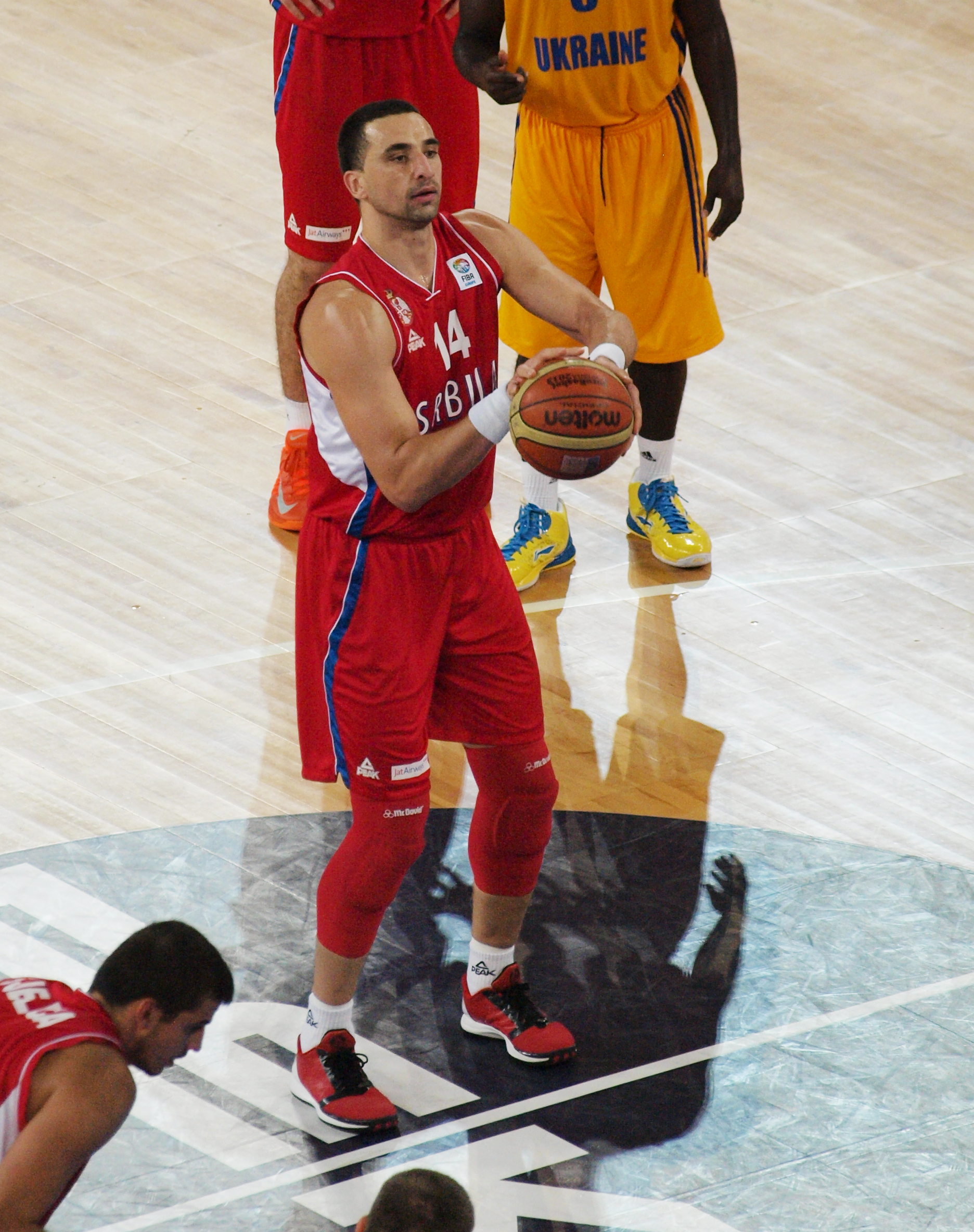
Katić jogando com a Seleção da Sérvia.

Katić representou a Seleção Sérvia no Eurobasket de 2013 na Eslovênia e fez parte da equipe vice-campeã no Campeonato Mundial de Basquetebol Masculino de 2014.

## Ligações Externas
- Raško Katić no beobasket.net
- Raško Katić no euroleague.net
- Raško Katić no abaliga.com
- Raško Katić no tblstat.net